# Puente de Londres: Guignol's Band II
Puente de Londres: Guignol's Band II (en francés: Le Pont de Londres) es una novela del escritor francés Louis-Ferdinand Céline, publicada póstumamente en 1964. 
La historia sigue a Ferdinand, un veterano francés inválido de la Primera Guerra Mundial que vive exiliado en Londres, donde se involucra con personas cuestionables y se enamora de una niña de 14 años. 
Es la segunda parte de la novela de 1944 Guignol's Band.

## Recepción
El libro fue reseñado en Publishers Weekly en 1995: "Independientemente de lo que uno piense de la política de Celine, es difícil desconocer su posición como escritor innovador, influyente y aún disfrutable". El crítico describió algunos de los elementos de la trama de la novela y escribió: "Todo esto puede sonar desagradable, pero este es el mundo duro tan perfectamente adecuado para el lenguaje propulsor y coloquial de Celine, lleno de puntos suspensivos y signos de exclamación. Celine en su forma más escalofriante es también Celine en su forma más maníacamente divertida." La reseña finalizaba: "Ferdinand es un personaje semiautobiográfico —como él, Celine resultó herida en la guerra y posteriormente se fue a Londres— y, tal vez debido a esta conexión personal, siempre hay un indicio de vulnerabilidad bajo el caparazón de el cinismo perpetuo de Celine." 